# مایکل دویچه
مایکل دویچه (انگلیسی: Michael Deutsche؛ زادهٔ ۱ آوریل ۱۹۹۲) بازیکن فوتبال اهل آلمان است.
از باشگاه‌هایی که در آن بازی کرده‌است می‌توان به باشگاه فوتبال هایدنهایم اشاره کرد.